# China-Rotschnabelbülbül

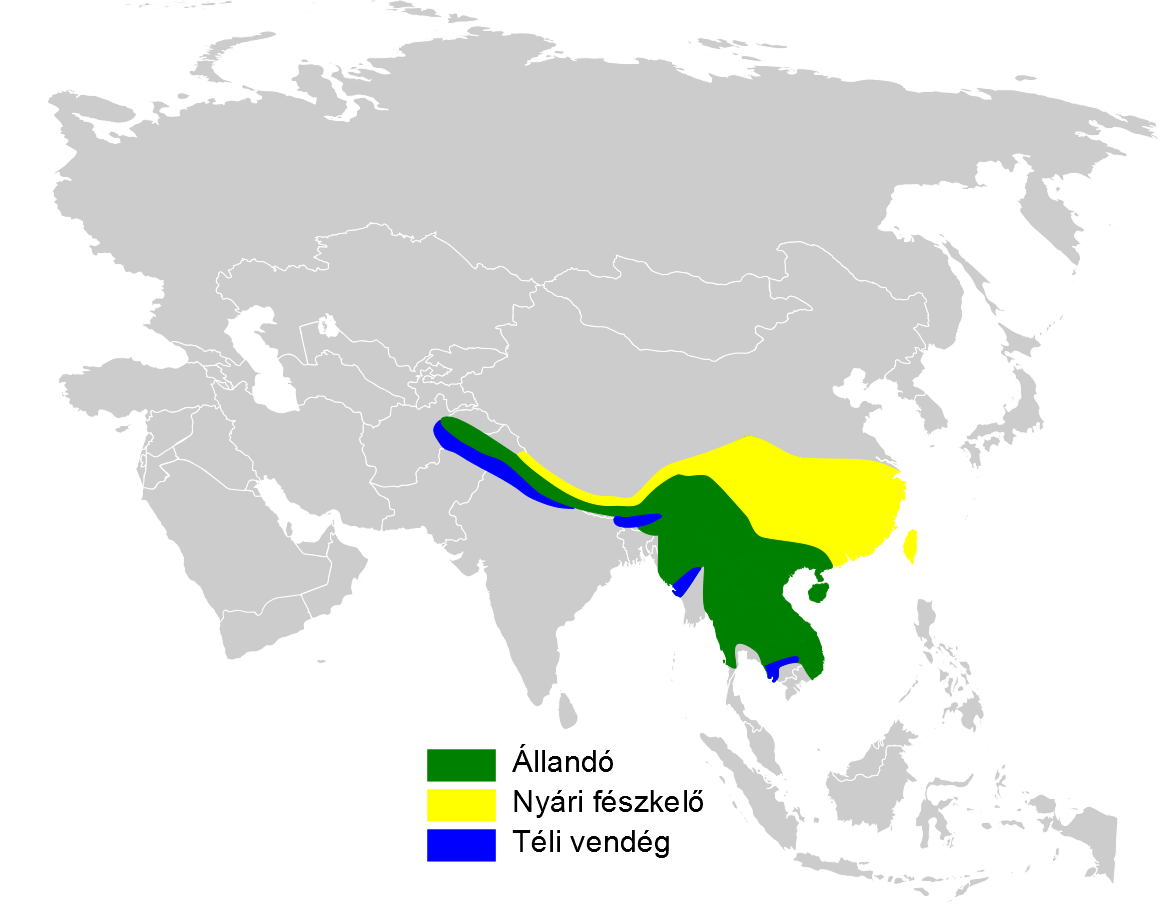
Verbreitung des China-Rotschnabelbülbüls
Brutgebiete
Ganzjähriges Vorkommen
Überwinterungsgebiete

Der China-Rotschnabelbülbül ist eine Vogelart aus der Gattung (Hypsipetes) in der
Familie der Bülbüls (Pycnonotidae).
Die Art wurde früher als Unterart des Madagaskar-Rotschnabelbülbüls (Hypsipetes madagascariensis) angesehen und als solche auch als Madagaskar-Fluchtvogel, (Statius Müller, 1776) bezeichnet.
Der China-Rotschnabelbülbül ist ein Brutvogel des tropischen Südasiens von Afghanistan, Pakistan, Indien und Sri Lanka bis nach Südchina im Osten.
Der Vogel ist in Laubwäldern und Kulturlandschaften zuhause. Er baut sein Nest in Bäumen und Büschen, zwei bis vier Eier bilden das typische Gelege.
Der China-Rotschnabelbülbül ist 24–25 cm groß, mit einem langen Schwanz. Das Körpergefieder reicht von schiefergrau bis zu einem schimmernden Schwarz, abhängig von der Unterart. Der Schnabel, die Beine und die Füße sind rot. Auf dem Kopf trägt er eine schwarze flauschige Haube. Einen Sexualdimorphismus gibt es nicht, die Männchen und Weibchen sehen gleich aus. Lediglich die Jungvögel haben keine Haube, einen weißlichen unteren Bereich mit einem grauen Brustband und eine braune Tönung im oberen Bereich des Körpers.
Sie ernähren sich hauptsächlich von Samen und Insekten, Beeren mögen sie ganz besonders. Häufig treten sie in Gruppen sitzend, oder auf der Suche nach Nahrung herumfliegend, auf. Sie können mit ihren Miau-Rufen ziemlich laut sein.

## Systematik
Zurzeit (2018) werden 10 Unterarten unterschieden, die sich hauptsächlich im Farbton des Körpergefieders unterscheiden und verschiedene Regionen des großen Verbreitungsgebiets besiedeln.
- Hypsipetes leucocephalus psaroides Vigors, 1831 kommt im Nordosten Afghanistans und dem Norden Pakistan über den zentralen Himalaya bis in den Nordwesten Myanmars vor.
- Hypsipetes leucocephalus nigrescens Baker, ECS, 1917 ist vom Nordosten Indiens bis in den Westen Myanmars verbreitet.
- Hypsipetes leucocephalus concolor Blyth, 1849	kommt vom Osten Myanmars südlich über in den Hunnan bis Indochina vor.
- Hypsipetes leucocephalus ambiens (Mayr, 1942) ist vom Nordosten Myanmars bis westlich von Hunnan verbreitet.
- Hypsipetes leucocephalus sinensis  (La Touche, 1922) kommt im Norden von Yunnan vor.
- Hypsipetes leucocephalus stresemanni (Mayr, 1942) kommt im zentralen Yunnan vor.
- Hypsipetes leucocephalus leucothorax (Mayr, 1942) ist im zentralen China verbreitet.
- Hypsipetes leucocephalus leucocephalus (Gmelin, JF, 1789) ist im Südosten Chinas verbreitet.
- Hypsipetes leucocephalus nigerrimus Gould, 1863 kommt auf Taiwan vor.
- Hypsipetes leucocephalus perniger Swinhoe, 1870 kommt auf Hainan vor.

Die ehemaligen Unterarten
- Hypsipetes leucocephalus ganeesa Sykes, 1832
- Hypsipetes leucocephalus humii (Whistler & Kinnear, 1932)

sind mittlerweile als eigene Art Indien-Rotschnabelbülbül (Hypsipetes ganeesa) mit der Unterart (Hypsipetes ganeesa humii) abgetrennt.